# Dalhousie Junction
Pour les articles homonymes, voir Dalhousie et Junction (homonymie).
Dalhousie Junction (prononciation en français : [daluʒi], en anglais : [dalˈhuːʒiː]) est un village du comté de Restigouche, à l'ouest de la province canadienne du Nouveau-Brunswick. Le village a le statut de DSL. Dans le cadre de la réforme de la gouvernance locale du 1er janvier 2023, le DSL a été annexé à la nouvelle ville de Baie-des-Hérons.

## Toponymie
Dalhousie-Jonction est nommé ainsi parce qu'il est situé à la jonction de la ligne d'Halifax à Rivière-du-Loup et d'un embranchement menant à la ville portuaire de Dalhousie.

## Géographie
Dalhousie-Jonction est situé 15 kilomètres à l'est de Campbellton. Le village a une superficie de 17,59 km2.
Le village s'étend au pied de deux collines, l'une à l'ouest culminant à 140 mètres et le mont Dalhousie à l'est. Le DSL comprend deux hameaux: Maple Green à l'ouest et Dalhousie-Jontion à l'est. Les principaux cours d'eau sont le ruisseau Leblanc et le ruisseau Shaws. Le ruisseau Black prend sa source entre les deux collines mais se déverse plus loin, dans la rivière à l'Anguille. Même chose pour les ruisseaux Hamilton et Porcupine. Le ruisseau Hamilton s'élargit pour former un lac long de 1,1 km, au sud de Maple Green. Un autre lac de 250 mètres de côté est formé par le ruisseau Porcupine.
Dalhousie Junction est généralement considérée comme faisant partie de l'Acadie.

## Histoire
Dalhousie Junction est situé dans le territoire historique des Micmacs, plus précisément dans le district de Gespegeoag, qui comprend le littoral de la baie des Chaleurs. Ce territoire était revendiqué d'abord par les Iroquois et ensuite seulement par les Mohawks.
À partir des années 2000, plusieurs résidents souhaitent la fusion du DSL avec le village d'Eel River Crossing. Un plébiscite est organisé à ce sujet le 8 décembre 2014. À l'issue du vote, 71,7% des électeurs de Dundee ainsi que des portions de la paroisse de Dalhousie, de McLeods et de Dalhousie Junction se prononcent en faveur de l'annexion au village. L'annexion est approuvée par le conseil municipal d'Eel River Crossing le 16 décembre suivant.

## Démographie
(juillet 2016).
Dalhousie-Jonction comptait 495 habitants en 2006, comparativement à 543 en 2001, soit une baisse de 8,8 %. Il y a 235 logements privés, dont 213 occupés par des résidents habituels.

| 2011 | 2016 |
| ---- | ---- |
| 427  | 396  |

## Économie
Entreprise Restigouche a la responsabilité du développement économique.

## Administration

### Comité consultatif
En tant que district de services locaux, Dalhousie Junction est administré directement par le Ministère des Gouvernements locaux du Nouveau-Brunswick, secondé par un comité consultatif élu composé de cinq membres dont un président.
| Période                                  | Période | Identité      | Étiquette | Qualité |
| ---------------------------------------- | ------- | ------------- | --------- | ------- |
|                                          |         | Scott Chedore |           |         |
|                                          |         |               |           |         |
| Les données manquantes sont à compléter. |         |               |           |         |

### Commission de services régionaux
Dalhousie Junction fait partie de la Région 2, une commission de services régionaux (CSR) devant commencer officiellement ses activités le 1er janvier 2013. Contrairement aux municipalités, les DSL sont représentés au conseil par un nombre de représentants proportionnel à leur population et leur assiette fiscale. Ces représentants sont élus par les présidents des DSL mais sont nommés par le gouvernement s'il n'y a pas assez de présidents en fonction. Les services obligatoirement offerts par les CSR sont l'aménagement régional, l'aménagement local dans le cas des DSL, la gestion des déchets solides, la planification des mesures d'urgence ainsi que la collaboration en matière de services de police, la planification et le partage des coûts des infrastructures régionales de sport, de loisirs et de culture; d'autres services pourraient s'ajouter à cette liste.

### Représentation
Nouveau-Brunswick: Dalhousie Junction fait partie de la circonscription de Dalhousie—Restigouche-Est, qui est représentée à l'Assemblée législative du Nouveau-Brunswick par Donald Arseneault, du parti libéral. Il fut élu en 2010.
 Canada: Dalhousie Junction fait partie de la circonscription fédérale de Madawaska—Restigouche, qui est représentée à la Chambre des communes du Canada par Jean-Claude D'Amours, du Parti libéral. Il fut élu lors de la 38e élection générale, en 2004, puis réélu en 2006 et en 2008.

## Vivre à Dalhousie Junction
Dalhousie Junction fait partie du sous-district 2 du district scolaire Francophone Nord-Est. Les écoles les plus proches sont à Dalhousie.
Dalhousie-Jonction est desservi par la route 11. Le bureau de poste et le détachement de la Gendarmerie royale du Canada le plus proche est à Dalhousie. Cette ville dispose du Centre de santé communautaire Saint-Joseph et d'un poste d'Ambulance Nouveau-Brunswick.
La collecte des déchets et matières recyclables est effectuée par la Commission de gestion des déchets solides de Restigouche. L'aménagement du territoire est de la responsabilité de la Commission d'urbanisme du district de Restigouche.
Les francophones bénéficient du quotidien L'Acadie nouvelle, publié à Caraquet, ainsi qu'à l'hebdomadaire L'Étoile, de Dieppe. Ils ont aussi accès à l'hebdomadaire L'Aviron, publié à Campbellton. Les anglophones bénéficient des quotidiens Telegraph-Journal, publié à Saint-Jean ainsi que de l'hebdomadaire Campbellton Tribune, de Campbellton.